# Lindhorst
Lindhorst is een gemeente in de Duitse deelstaat Nedersaksen. De gemeente maakt deel uit van de Samtgemeinde Lindhorst in het Landkreis Schaumburg. Lindhorst telt 4.392 inwoners.
Tot de gemeente Lindhorst behoort ook het dorpje Ottensen (iets ten NO van Lindhorst) en Schöttlingen, een gehucht iets ten ZW van Lindhorst. Een Eichenbruch genaamd, bosrijk gebied ligt ten dele in de buurgemeente Heuerßen, en ten dele in  Lindhorst. Het is de meest noordoostelijke uitloper van de heuvelrug Bückeberg.

## Infrastructuur

Lijnennetkaart S-Bahn Hannover (zie lijn S1, lichtpaars, links)
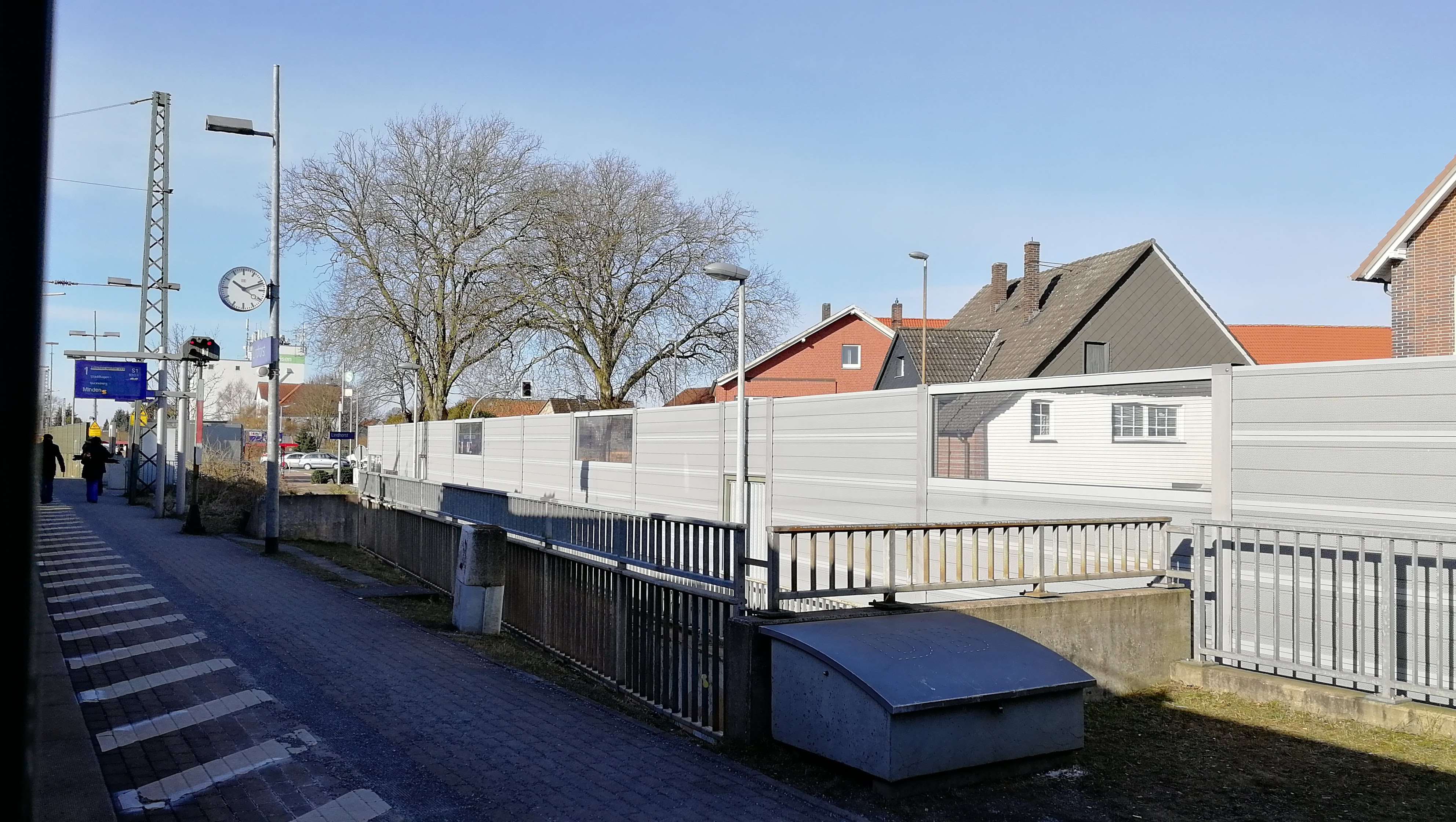
Station Lindhorst

Het dorp Lindhorst heeft als enige in de Samtgemeinde een spoorwegstation met de officiële naam Bahnhof Lindhorst (Schaumb-Lippe), aan de spoorlijn Haste-Stadthagen. Het wordt bediend door de S-Bahn van Hannover (lijn S1). Door de gemeente lopen verscheidene buslijnen, maar de meeste daarvan zijn schoolbusdiensten met zeer beperkte frequentie.
De Bundesstraße 65 loopt door de zuidelijke buurgemeente Beckedorf. De dichtstbijzijnde aansluiting op het Autobahnnet is afrit 38 van de A2 bij Bad Nenndorf. Deze Autobahn kruist hier, circa 8 km ten oosten van Beckedorf, de B65.

## Overig
Lindhorst groeide tussen 1946 en 1960 sterk door de instroom van mijnwerkers, die in het naburige Beckedorf in de kolenmijn werkten.

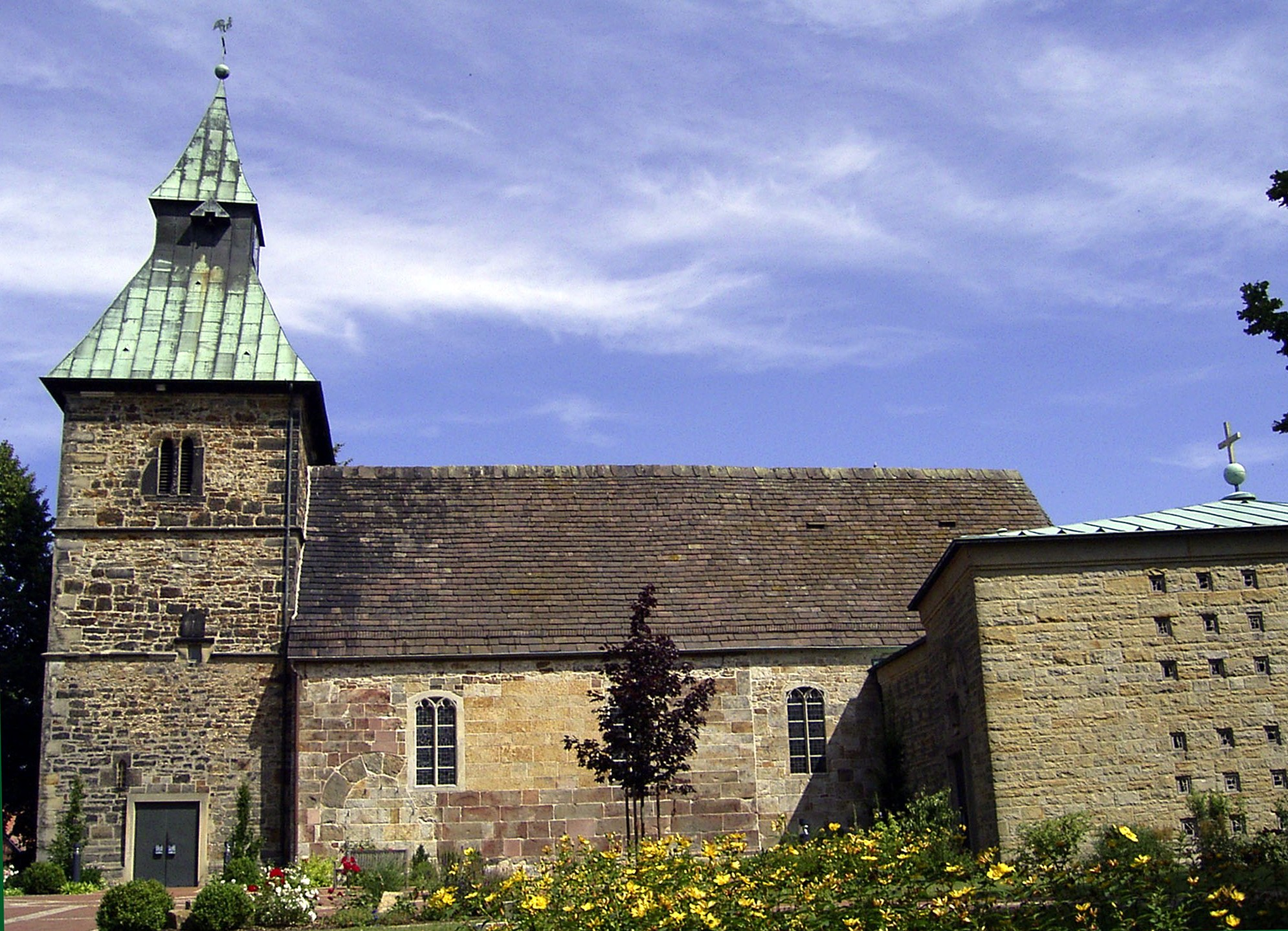
Evang.-lutherse St. Dionysiuskerk van Lindhorst (1180; toren uit 1565)
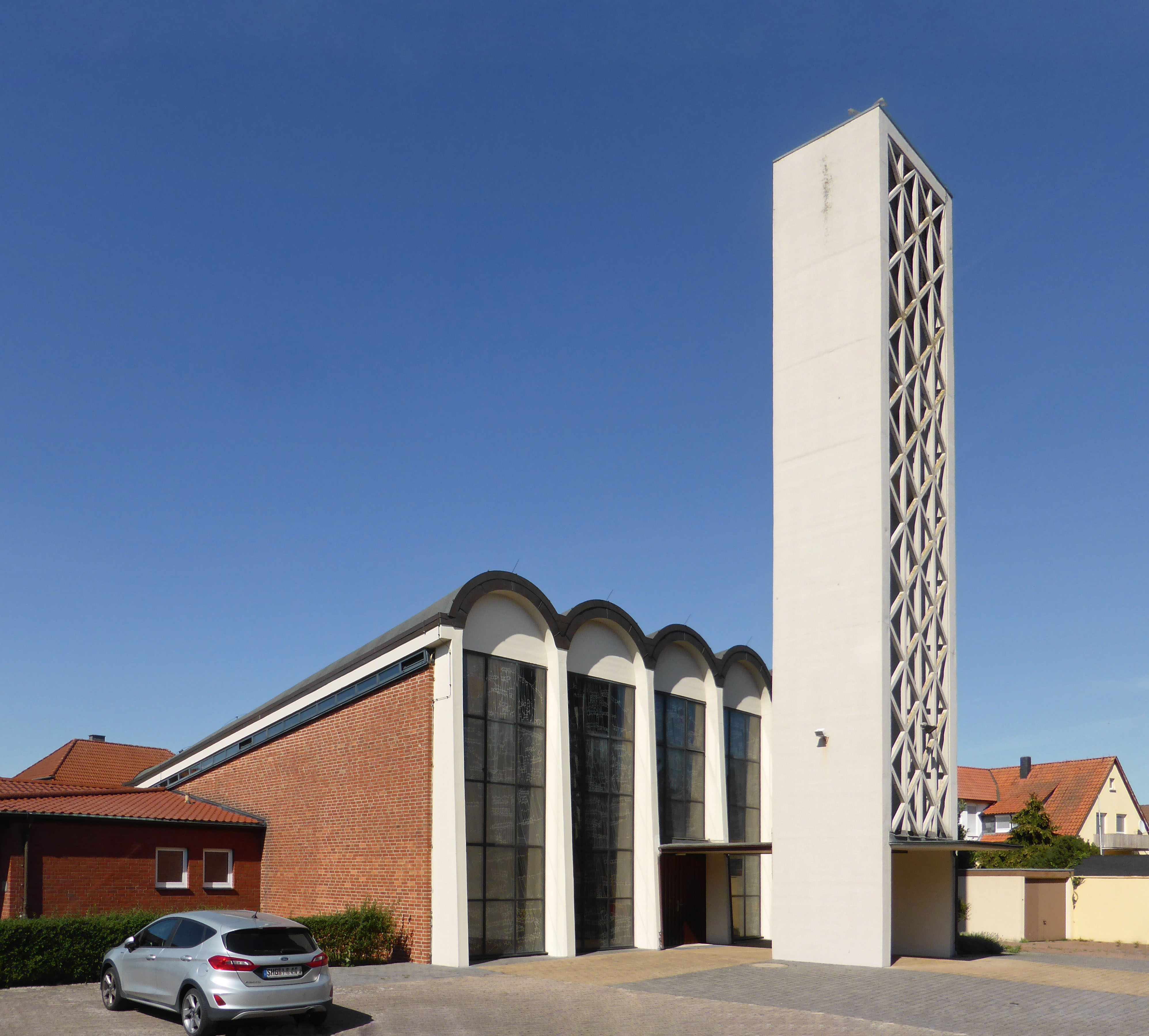
R.K. Sinte-Barbarakerk (1957)

Zie verder onder: Samtgemeinde Lindhorst.

## Niet te verwarren met
Ook in de volgende andere gemeenten in Duitsland liggen of lagen plaatsen met de naam Lindhorst. Het betreft in alle gevallen kleine dorpen of gehuchten, en wel te:
- Colbitz
- Diesdorf: een deelgemeente, die van 1950 tot 1974 bestond, en drie kleine dorpen omvatte, werd in 1974 bij Diesdorf gevoegd en als gemeente opgeheven.
- Seevetal
- Uckerland.

- Gemeinsame Normdatei: 4353460-0
- Virtual International Authority File: 244712849

Ahnsen · 
Apelern · 
Auetal · 
Auhagen · 
Bad Eilsen · 
Bad Nenndorf · 
Beckedorf · 
Buchholz · 
Bückeburg · 
Hagenburg · 
Haste · 
Heeßen · 
Helpsen · 
Hespe · 
Heuerßen · 
Hohnhorst · 
Hülsede · 
Lauenau · 
Lauenhagen · 
Lindhorst · 
Lüdersfeld · 
Luhden · 
Meerbeck · 
Messenkamp · 
Niedernwöhren · 
Nienstädt · 
Nordsehl · 
Obernkirchen · 
Pohle · 
Pollhagen · 
Rinteln · 
Rodenberg · 
Sachsenhagen · 
Seggebruch · 
Stadthagen · 
Suthfeld · 
Wiedensahl · 
Wölpinghausen